# Praetorianprefekt
Pretorianprefekten (latin: Praefectus praetorio, pluralis praefecti praetorio) var ursprungligen befälhavaren för den romerska kejsarens livgarde. Titeln kvarstod efter det att Konstantin avskaffade pretoriangardet 314, men senantikens pretorianprefekter (som fortsatte att tillsättas fram till Herakleios regeringstid i början av 600-talet) var höga ämbetsmän i rikets förvaltning.
Pretoriangardet styrdes av en eller två, ibland till och med tre, pretorianprefekter som kejsaren valde ut bland riddarna (equites). Alexander Severus öppnade ämbetet även för senatorer. Samtidigt blev det kutym att riddare som utsågs även fick en plats i senaten. Ända fram till Konstantins tid handplockades pretorianprefekterna bland krigsveteraner, i allmänhet män som gjort en lång karriär i den militära hierarkin. Med tiden tycks ämbetets jurisdiktion ha utökats till att omfatta alla trupper i Italien förutom de soldater (cohortes urbanae) som leddes av stadsprefekten (praetor urbanus). 
I egenskap av väpnad styrka i kejsarens omedelbara närhet blev pretoriangardet en maktfaktor att räkna med och deras prefekter tillhörde de mäktigaste männen i det romerska riket. Kejsarna misslyckades ofta att kontrollera pretorianerna som ofta låg bakom statskupper och starkt bidrog till den stundtals snabba rotationen på kejsartronen. På detta sätt bidrog de tidvis till att destabilisera den romerska staten. Med sina reformer omkring 300 kringskar Diocletianus kraftigt pretorianprefekternas inflytande.
Senantikens pretorianprefekter hade administrativa uppgifter och fungerade även som domare. I en förordning 331 fastställde Konstantin att pretorianprefektens dom inte kunde överklagas och en liknande civilrättslig jurisdiktion infördes någon gång före Septimius Severus. Under Konstantin förlorade pretorianprefekten helt sin roll som militär ledare, en roll som istället övertogs av magister militum. Juridisk kunskap var därför en viktig kvalifikation för ämbetet som redan under Marcus Aurelius och Commodus, men i ännu högre grad från och med Severus, innehades av de främsta romerska juristerna, som till exempel Papinianus, Ulpianus, Paullus och Johannes Kappadokiern.
| Lista över praetoriangardets befälhavare* 2 f.Kr.-312 e.Kr. | Lista över praetoriangardets befälhavare* 2 f.Kr.-312 e.Kr. |
| Praetorianprefekt                                           | Kejsare                                                     |
| ----------------------------------------------------------- | ----------------------------------------------------------- |
| Publius Aper                                                | Augustus                                                    |
| Quintus Ostorius Scapula                                    | Augustus                                                    |
| Valerius Ligur                                              | Augustus                                                    |
| Lucius Strabo                                               | Augustus, Tiberius                                          |
| Lucius Aelius Seianus                                       | Tiberius                                                    |
| Quintus Sutorius Macro                                      | Tiberius, Caligula                                          |
| M. Arrencinus Clemens                                       | Caligula                                                    |
| Rufrius Pollio                                              | Claudius                                                    |
| Cantonius Justus                                            | Claudius                                                    |
| Rufius Crispinus                                            | Claudius                                                    |
| L. Lusius Geta                                              | Claudius                                                    |
| Sextus Afranius Burrus                                      | Claudius, Nero                                              |
| Faenius Rufus                                               | Nero                                                        |
| Gaius Ophonius Tigellinus                                   | Nero                                                        |
| Nymphidius Sabinus                                          | Nero                                                        |
| Cornelius Laco                                              | Galba                                                       |
| Plotius Firmus                                              | Otho                                                        |
| Licinius Proculus                                           | Otho                                                        |
| Publius Sabinus                                             | Vitellius                                                   |
| Junius Priscus                                              | Vitellius                                                   |
| Tiberius Julius Alexander                                   | Vespasianus                                                 |
| Arrius Varus                                                | Vespasianus                                                 |
| Arrecinus Clemens                                           | Vespasianus                                                 |
| Titus Flavius Vespasianus                                   | Vespasianus                                                 |
| Cornelius Fuscus                                            | Domitianus                                                  |
| Casperius Aelianus                                          | Domitianus                                                  |
| Norbanus                                                    | Domitianus                                                  |
| Petronius Secundus                                          | Domitianus                                                  |
| Casperius Aelianus                                          | Nerva                                                       |
| Suburanus                                                   | Trajanus                                                    |
| Claudius Livianus                                           | Trajanus                                                    |
| S. Sulpicius Similis                                        | Trajanus                                                    |
| C. Septicius Clarus                                         | Hadrianus                                                   |
| Marcius Turbo                                               | Hadrianus                                                   |
| Gaius Maximus                                               | Hadrianus, Antoninus Pius                                   |
| Tattius Maximus                                             | Antoninus Pius                                              |
| Fabius Cornelius                                            | Antoninus Pius                                              |
| Furius Victorinus                                           | Antoninus Pius, Marcus Aurelius                             |
| Macrinus Vindex                                             | Marcus Aurelius                                             |
| Bassaeus Rufus                                              | Marcus Aurelius                                             |
| Tarutenius Paternus                                         | Marcus Aurelius, Commodus                                   |
| Tigidius Perennis                                           | Commodus                                                    |
| M. Aurelius Cleander                                        | Commodus                                                    |
| Lucius Julianus                                             | Commodus                                                    |
| Aemilius Laetus                                             | Commodus, Pertinax, Didius Julianus                         |
| Flavius Genialis                                            | Didius Julianus                                             |
| Tullius Crispinus                                           | Didius Julianus                                             |
| Veterius Macrinus                                           | Septimius Severus                                           |
| G. Fulvius Plautianus                                       | Septimius Severus                                           |
| Papinianus                                                  | Septimius Severus, Caracalla                                |
| Marcus Opellius Macrinus                                    | Caracalla                                                   |
| Ulpius Julianus                                             | Macrinus                                                    |
| Julianus Nestor                                             | Macrinus                                                    |
| P. Valerius Comazon                                         | Heliogabalus                                                |
| Antiochianus                                                | Heliogabalus                                                |
| Ulpianus                                                    | Alexander Severus                                           |
| Iulius Paulus                                               | Alexander Severus                                           |
| P. Aelius Vitalianus                                        | Maximinus Thrax                                             |
| M. Julius Phlippus 'Arabs'                                  | Gordianus III                                               |
| Gaius Julius Priscus                                        | Filip Araben                                                |
| Aurelius Heraclianus                                        | Gallienus                                                   |
| Florianus                                                   | Tacitus                                                     |
| Carus                                                       | Probus                                                      |
| Aper                                                        | Carus, Carinus, Numerianus                                  |
| Aristobulus                                                 | Numerianus, Diocletianus                                    |
| Afranius Hannibalianus                                      | Diocletianus                                                |
| Constantius Chlorus                                         | Diocletianus                                                |
| Asclepiodotus                                               | Diocletianus                                                |
| Rufius Volusianus                                           | Maxentius                                                   |
| Publius Cornelius Anullinus                                 | Maxentius                                                   |
| * Listan omfattar endast befälhavare som är kända vid namn. |                                                             |